# Navahók
A navahók (spanyol írásmóddal: navajo; saját nevük diné, aminek jelentése: „emberek”) egy észak-amerikai bennszülött indián népcsoport. A „navahó” nevet a spanyol hódítók adták. A szót első alkalommal az 1620-as években használták, és arra a földterületre vonatkozott, ahol a navahó nép akkor élt a mai Új-Mexikó és Arizona állam területén. A „navahó” szó eredeti jelentése ennek megfelelően: „termőföld”.
Valamikori hagyományos területük az alsó Colorado-fennsíknál található, a San Juan folyó és a Little Colorado folyó között, nagyjából 100 km-re északnyugatra Santa Fétől.
A jelenkori, navahók által lakott terület észak-Arizona, Új-Mexikó és dél-Utah, nagysága nagyjából 75 000 km². A terület magasföldnek számít, mivel tengerszint feletti magassága mindenhol legalább 1500 m, amit mély, függőleges falú kanyonok szabdalnak fel. Ezen a területen a tél hideg, a nyár forró és száraz, a csapadék és a szabad vízfelület kevés.
A navahók a legnagyobb lélekszámú bennszülött népcsoport az Amerikai Egyesült Államokban. 1990-es hivatalos adatok szerint 144 000 navahó élt a Navahó Rezervátum területén.

## Hagyományaik
A navahó nyelv az atapaszka nyelvcsalád része. Valószínű, hogy az apacsokkal együtt Alaszka keleti, Kanada északnyugati feléről származnak.
Félnomád, vándorló életmódot folytattak, és rendszeresen lecsaptak a pueblo indiánokra, majd később a spanyolokra. Azonban éppen a pueblók voltak azok, akiktől eltanulták a földművelés módját, és elkezdtek kukoricát, babot és főzőtököt termeszteni. Szarvasmarhát és juhot kezdtek tenyészteni, amik húsát elfogyasztották, a juhok gyapjából gyapjút készítettek. Kifejlesztették a fonás és szövés módszereit, és a textília megfestését. Napjainkban is ismertek a művészi szinten, kézi munkával létrehozott szőtteseikről, amit hagyományosan az asszonyok készítenek.
Ugyancsak ismertek a navahó ékszerek, amiket ezüstből, türkizből és kagylókból állítanak össze.
Atsidi Sani volt az első navahó ezüstműves ékszerész, akinek neve ismertté vált. Körülbelül 1830 és 1918 között élt. Művészetét egy mexikói ékszerésztől tanulta.
Az egyik legismertebb navahó ékszer motívum egy nyaklánc, ami türkizből készített bimbókból áll.
A navahók lakhelye a hogan volt, ami fából készült kunyhóféle, amit földdel borítottak be. Teteje kúp alakú. Házaik szétszórva, önállóan álltak, amik nem álltak össze rendezett településsé. A hogan eredetileg kör alakú volt, később hat-, vagy nyolcszögletűvé vált. A ház bejárata minden esetben kelet felé néz. A navahók hite szerint a hogan szent hely, aminek építési módját a hód tanította meg nekik. Manapság a hogan már csak rituális tevékenységre használt hely, lakhelynek nem használják. Ha a hoganban halt meg valaki, a holttestet az épületben temették el, és a bejáratot lezárták, hogy oda mások ne mehessenek be. A másik módszer szerint az épület északi falán egy nyílást vágtak, és a holttestet azon keresztül vitték ki. A halott minden tárgyát elégették. Ha villám csapott az épületbe vagy annak közelébe, az épületet elhagyták. Ugyancsak elhagyták az épületet, ha annak falához medve dörgölőzött.
A navahók vagyontárgyai: az állatok és a föld anyai ágon öröklődnek. Ha egy nő férjhez megy, férje a nő törzséhez költözik, ott élnek együtt. A gyerekek az asszony törzséhez tartoznak. A legidősebb fiú és az anya nevelik a kisebb gyerekeket. Az örökséget nem a fiúk, hanem a lányok kapják meg.
A gyerekek hagyományos játéka a macskabölcső. A gyógyító ember neve hatahi.
Anyóstabu: több indián törzs szokásai között alkalmazott tiltás szerint a férjnek soha nem szabad megpillantania az anyósát (vagyis felesége anyját), nem szabad egy fedél alatt maradnia vele, és semmiképpen nem szabad beszélnie vele. A szokás betartásához a navahó anyós egy kis csengettyűt hord a fülcimpájában, így a veje meghallhatja az anyósa közeledését és időben távozhat a helyszínről.
Színek: a többi bennszülött indián törzshöz hasonlóan a navahók számára is a színek fontos szerepet játszanak a hitvilágukban (de a színek jelentése eltérő az egyes törzsek között). Észak = fekete, dél = kék, kelet = fehér, nyugat = sárga. Mindegyik égtájhoz tartozik egy szél és egy védelmező kígyó, amik az iránynak megfelelő színűek.

## Történetük
A navahó törzsek és az Egyesült Államok Hadserege tárgyalások után 1846-ban békét kötött egymással, de a fiatal navahó harcosok nem tudták elhagyni szokásaikat, és időről-időre megtámadták a fehér telepeseket és a mexikóiakat, akik visszavágtak, ellopták a navahók marháit, nőket és gyerekeket raboltak, akiket eladtak rabszolgának.
1849 és 1859 között az amerikai kormány több katonai erődöt létesített navahó területeken. A törzs továbbra is „problémás”-nak számított. 1863-ban a hírhedt Kit Carson ezredes körbekerített 8-9000 navahót, otthonaikat leromboltatta, állataikat leölette, földjeiket felégette. 1864-ben a nagy létszámú embercsoportot erőltetett menetben (ami később a „The Long Walk” = „A hosszú séta” nevet kapta) a mintegy 500 km-re, Új-Mexikóban lévő Fort Sumner felé hajtották. Ennek közelében zárt rezervátumban kellett élniük, ahol nem volt elegendő ivóvíz, így megfelelő mennyiségű állatot sem tudtak tartani. A navahók létszáma ez alatt a rövid időszak alatt erősen megfogyatkozott. Akik életben maradtak, azok a fehér telepesek részéről folyamatos zaklatásnak voltak kitéve, és más indián törzsek is támadták őket. 1868-ban egy egyezmény született, ami lehetővé tette a navahók számára, hogy olyan rezervátumban éljenek, amit őseik földjén létesítettek.

## Érdekesség
- Az anaszázi népnév, ami a pueblo indiánokra vonatkozik, navahó nyelven „Öregek”, „Ősök”, „Ősi ellenségek” jelentésű, és a pueblók számára sértő.